# Пламегасящие добавки

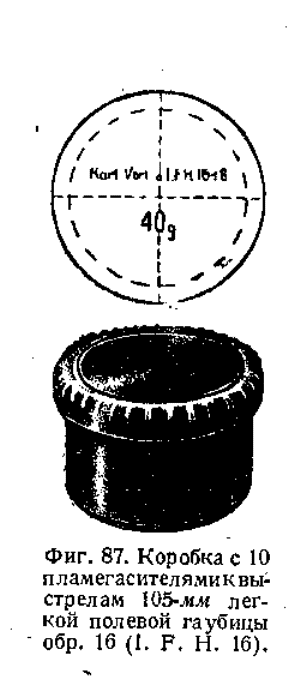
Коробка с пламегасителями к полевой гаубице le.F.H.18

Пламегасящие добавки — специальные добавки, которые вводятся в порох (топливо) и уменьшают дульное пламя или факел пламени сопла за соплом реактивного двигателя. Используются в продукции как военного, так и гражданского назначения: аэрозольном пожаротушении. Входят в состав предохранительных взрывчатых веществ, применяемых в подземных горных выработках в которых возможно образование взрывоопасных смесей.
Составные вещества пламегасителей, обладая свойством сильного охлаждения продуктов разложения пороха, уменьшали пламя при выстреле до 60 %. В качестве пламегасителей применяются — нафталин, канифоль, графит, хлористый натрий, сернокислый калий и другие пламегасящие соли.
Раскаленные газы, вылетающие из канала орудия при выстреле, способны воспламеняться в кислороде воздуха, вследствие чего выстрел сопровождается обычно пламенем, которое почти незаметно при солнечном свете днем и очень ярко выделяется при ночной темноте. Пламя при ночной стрельбе из некоторых орудий получается настолько сильным, что зарево от него бывает видно на расстоянии до 10 км. Так как пламя, получаемое при выстреле, открывает место расположения стреляющей батареи, то принимаются меры для гашения пламени; выстрелы, не дающие пламени, называются беспламенными. Такие выстрелы получаются при стрельбе особыми сортами (беспламенными) порохов, которые приготовляются с прибавлением к пороховой массе специальных веществ, изменяющих состав продуктов разложения пороха, или к зарядам из обычного пороха прибавляются пламегасители из таких же веществ.

## Примеры использования пламегасителей в артиллерии

### В боевых зарядах 85-мм зенитных пушек
Для устранения пламени к пороховому заряду добавляется пламегаситель. Для беспламенных выстрелов к 85-мм зенитной пушке обр. 1939 г. в качестве пламегасителя применён стержневой воспламенитель и пламегасящая соль. В гильзе по оси порохового заряда находится картонная трубка с радиальными отверстиями, снабжённая латунным или жестяным фланцем и удерживаемая в гильзе капсюльной втулкой. Внутри трубки помещён пороховой столбик из пороховых цилиндриков, обёрнутых бумагой.
Поверх порохового заряда пироксилинового пороха марки 14/7, помещённого в гильзу россыпью (без картуза, под картонным кружком, но над размеднителем), находится дополнительный пламегаситель, представляющий собой навеску (60 г.) пламегасящей соли в кольцевом картузе. Поверх кружка помещены обычные цилиндрик и обтюратор. Флегматизатор в этих выстрелах не применяется. На гильзах выстрелов с беспламенными зарядами над индексом наносятся краской буквы «ПГ», на ящиках с этими выстрелами делается надпись «Беспламенные»

### В боевых зарядах германской артиллерии
В пороховых зарядах немецких артиллерийских (пушечных) снарядов времён Второй Мировой Войны калибром 50 мм и более в качестве пламегасителя, как правило, применялся сульфат калия: закладывался в гильзу (унитарное заряжание) или отдельными мешочками (раздельное заряжание).
Маркировались Vorl. (нем. Vorlage) — пламегаситель; или Vorkart. (нем. Vorkartusche) — пламегаситель в картузе.
Масса пламегасителя (пример): в 50 мм выстрелах с осколочной гранатой обр. 1938 г. — 5 грамм.